# 25 Virginis
25 Virginis, eller f Virginis, är en vit stjärna i huvudserien i Jungfruns stjärnbild.
Stjärnan har visuell magnitud +5,88 och är synlig för blotta ögat vid god seeing. Den befinner sig på ett avstånd av ungefär 225 ljusår.